# L.A.大捜査線/狼たちの街
『L.A.大捜査線/狼たちの街』（エル・エーだいそうさせん/おおかみたちのまち 原題: To Live and Die in L.A.）は、1985年製作のアメリカ合衆国のサスペンス映画。ウィリアム・フリードキン監督。

## あらすじ
シークレット・サービスのリチャード・チャンスは、7年も組んできた相棒のジミー・ハートから加齢を理由とした引退の意思を告げられる。しかし退職を2日後に控えた日、ジミーは以前から追い続けていた通貨偽造団の倉庫に単独で潜入し、ボスのエリック・マスターズに殺されてしまった。
復讐を誓ったチャンスは新たな相棒ジョン・ヴコヴィッチと共に捜査を再開、偽札の運び屋を手始めに、エリックの弁護士を辿って彼の行方を追う。やがて、チャンスのなりふり構わぬ強引な捜査は、FBIも巻き込んだ末にようやくエリックの居場所を突き止めるが…。

## 登場人物
リチャード・チャンス
演 - ウィリアム・L・ピーターセン
シークレット・サービス。バンジージャンプが趣味。エリックを追い詰めるために、あらゆる手段を講じるが段々と問題を引き寄せるようになる。
エリック・マスターズ
演 - ウィレム・デフォー
偽札のプロ。犯罪者として高いカリスマ性を持ち、殺人も躊躇なく行う凶悪犯。
ジョン・ヴコヴィッチ
演 - ジョン・パンコウ
チャンスのジミーに次ぐ新しい相棒。
ビアンカ・トーレス
演 - デブラ・フューアー
エリックの愛人。
カール・コーディ
演 - ジョン・タトゥーロ
運び屋。
ルース・レーニエ
演 - ダーラン・フリューゲル
情報屋。
ボブ・グリムス
演 - ディーン・ストックウェル
弁護士。
ジミー・ハート
演 - マイケル・グリーン
捜査官。定年間近だった。チャンスのパートナーであったがエリックを追跡中に殺害される。
ジェフ・ライス
演 - スティーヴ・ジェームズ
殺し屋。
マックス・ワックスマン
演 - クリストファー・アルポート
弁護士。

## キャスト
| 役名                   | 俳優                        | 日本語吹替                                                          |
| 役名                   | 俳優                        | TBS版                                                               |
| ---------------------- | --------------------------- | ------------------------------------------------------------------- |
| リチャード・チャンス   | ウィリアム・L・ピーターセン | 石丸博也                                                            |
| エリック・マスターズ   | ウィレム・デフォー          | 千田光男                                                            |
| ジョン・ヴコヴィッチ   | ジョン・パンコウ            | 小室正幸                                                            |
| ビアンカ・トーレス     | デブラ・フューアー          | 高島雅羅                                                            |
| カール・コーディ       | ジョン・タトゥーロ          | 曽我部和恭                                                          |
| ルース・レーニエ       | ダーラン・フリューゲル      | 榊原良子                                                            |
| ボブ・グリムス         | ディーン・ストックウェル    | 納谷六朗                                                            |
| トーマス・ベイトマン   | ロバート・ダウニー          | 増岡弘                                                              |
| ジミー・ハート         | マイケル・グリーン          | 糸博                                                                |
| ジェフ・ライス         | スティーヴ・ジェームズ      | 大塚明夫                                                            |
| マックス・ワックスマン | クリストファー・アルポート  | 田原アルノ                                                          |
| その他                 |                             | 筈見純 稲葉実 秋元羊介 津田英三 辻親八 小関一 さとうあい 安永沙都子 |
| 日本語版制作スタッフ   |                             |                                                                     |
| 演出                   |                             | 伊達康将                                                            |
| 翻訳                   |                             | 井場洋子                                                            |
| 調整                   |                             | オムニバス・ジャパン                                                |
| 効果                   |                             | リレーション                                                        |
| 制作                   |                             | 東北新社                                                            |
| 初回放送               |                             | 1990年5月30日 『水曜ロードショー』 正味約94分                       |

## 備考
本作について、『マイアミ・バイス』の「コンセプトの盗用」であるとしてマイケル・マンに訴訟を起こされたが、マンが敗訴した。